# سورو کومینلی
سورو کومینلی (انگلیسی: Severo Cominelli; ۱۱ نوامبر ۱۹۱۵ – ۲۰ آوریل ۱۹۹۸) بازیکن فوتبال اهل ایتالیا بود.
از باشگاه‌هایی که در آن بازی کرده‌است می‌توان به باشگاه فوتبال اینتر میلان، باشگاه فوتبال اسپال، و باشگاه فوتبال آتالانتا اشاره کرد.